# Tabriz International Airport
Forūdgāh-e Beyn ol Melalī-ye Tabrīz (persiska: فرودگاه بین المللی تبریز) är en flygplats i Iran.   Den ligger i provinsen Östazarbaijan, i den nordvästra delen av landet, 500 km nordväst om huvudstaden Teheran. Forūdgāh-e Beyn ol Melalī-ye Tabrīz ligger 1 352 meter över havet.
Terrängen runt Forūdgāh-e Beyn ol Melalī-ye Tabrīz är platt åt sydväst, men åt nordost är den kuperad.Runt Forūdgāh-e Beyn ol Melalī-ye Tabrīz är det tätbefolkat, med 459 invånare per kvadratkilometer. Närmaste större samhälle är Tabriz, 7,8 km sydost om Forūdgāh-e Beyn ol Melalī-ye Tabrīz. Runt Forūdgāh-e Beyn ol Melalī-ye Tabrīz är det i huvudsak tätbebyggt.